# Frank LaLoggia
Frank LaLoggia (Rochester, Nueva York, 12 de enero de 1954) es un actor y director de cine estadounidense.

## Carrera profesional
Como actor participó de película Salt and Pepe (1975), representando a Pepe. Luego actuó en dos series de televisión: Snavely (1978), representando a Petro, el botones, y The Wizard of Speed and Time (1980), donde era Mutton. Luego produciría y dirigiría varias películas, entre ellas Willow point (1972), Gabriel (1974), Fear No Evil (1981), Lady in White (1988), Mother (1994) y The Haunted Heart (1998).
El productor ejecutivo de sus películas fue su primo, un analista de acciones de la Bolsa de Nueva York llamado Charles LaLoggia, quien, a su vez, prestó una de sus residencias a orillas del lago Ontario para la filmación de Fear No Evil y fundó el estudio cinematográfico New Sky Communications con el único fin de financiar el rodaje de Lady in White.

## Premios y nominaciones
La película Lady in White estuvo nominada en los Premios Artista Joven como mejor película adolescente de terror y como mejor película de fantasía en la edición de 1989 de Fantasporto.